# 1900 en Grèce
Chronologie de la Grèce
- 1896
- 1897
- 1898
- 1899
- 1900
- 1901
- 1902
- 1903
- 1904

Cette page concerne les évènements survenus en 1900 en Grèce  :

## Évènement
- printemps : découverte de l'épave d'Anticythère.

## Sport
- 14 mai-28 octobre : Participation de la Grèce aux Jeux olympiques de Paris.

## Création
- 3e division d'infanterie

## Naissance
- Ioánnis Fílon (el), personnalité politique.
- Michális Glíkas (el), officier de police puis personnalité politique.
- Κonstantínos Papazafirópoulos (el), militaire.
- Katína Paxinoú, actrice.
- Giórgos Thémelis, poète, essayiste et dramaturge.
- Κonstantínos Τsertídis (el), personnalité politique.
- Νικόlaos Vendíris (el), journaliste.

## Décès
- Éléni Boukoura-Altamoura, peintre.
- Geórgios Avgerinós (el), commerçant et chef durant la guerre d'indépendance.
- Achilléas Gerokostópoulos (en), ministre de l’Éducation.
- Theódoros Gíkas (el), personnalité politique.
- Panagiótis Kyriakós (el), médecin et professeur d'université.
- Vasílios Lákon, mathématicien et professeur d'université.
- Ioánnis Pandazídis, acteur.